# Avgustyn (Guljanyckyj)
Avgustyn (světským jménem: Andrij Fedorovyč Guljanyckyj; 15. července 1838, Pisky – 12. prosince 1892, Jekatěrinoslav) byl ukrajinský pravoslavný duchovní Ruské pravoslavné církve a biskup jekatěrinoslavský a taganrogský.

## Život
Narodil se 15. července 1838 v obci Pisky v Lubenském ujezdu Poltavské gubernie jako syn venkovského kněze poltavské eparchie.
Roku 1859 dokončil Poltavský duchovní seminář a poté nastoupil na Kyjevskou duchovní akademii, kterou dokončil roku 1863 s titulem magistra teologie.
Již jako student se věnoval literární činnosti při psaní krátkých náboženských úvah na Nedělních čteních.
Dne 24. května 1863 byl postřižen na monacha. Dne 24. června byl rukopoložen na hierodiakona a 28. června 1864 na jeromonacha.
Byl profesorem na Kyjevské duchovní akademii, kde také zastával funkci asistenta inspektora a byl také ekonomem akademie.
Roku 1867 se stal členem Kyjevsko-Pečerské lávry.
Dne 8. června 1869 byl povýšen na archimandritu.
Od 10. listopadu 1870 do roku 1881 byl rektorem Litevského duchovního semináře a představeným vilniuského monastýru Svatého Ducha.
Dne 27. června 1881 byl Nejsvětějším synodem zvolen biskupem michajlovským a vikarijním biskupem rjazaňské eparchie. Dne 23. srpna proběhla jeho biskupská chirotonie.
Poté co se ujal funkce arcipastýře, zůstal nepřítelem pokrytectví a všemožné servilnosti a zakazoval duchovenstvu v úředních listech „padat mu k nohám“.
Dne 16. října 1882 byl zvolen biskupem akkermanským a vikarijním biskupem kišiněvské eparchie.
Dne 30. září 1887 se stal biskupem aksajským a vikarijním biskupem donské eparchie.
Dne 24. prosince 1888 byl ustanoven biskupem kostromským a galičským.
Vladyka Avgustin vládl kostromské eparchii tři roky a během této doby stihl pro duchovenstvo a stádo udělat mnoho dobrého, zejména založil rady blahočiní a vytvořil pro duchovenstvo vzájemný benefiční fond.
Dne 14. prosince 1891 byl zvolen biskup jekatěrinoslavským a taganrogským.
Zemřel 12. prosince 1892 v Jekatěrinoslavy. Pohřben byl v katedrálním soboru Proměnění Páně.